# بيلي كول
بيلي كول (بالإنجليزية: Billy Cole)‏ هو منافس ألعاب قوى بريطاني، ولد في 10 فبراير 1965.